# Silvestre Igoa
Pour les articles homonymes, voir Igoa (homonymie).
Silvestre Igoa Garciandía est un footballeur espagnol, né le 5 septembre 1920 à Añorga et mort le 31 mai 1969. Il était attaquant.

## Biographie
Il fut international espagnol à 10 reprises (1948-1950) pour 7 buts. 
Sa première sélection fut honorée à Madrid, le 21 mars 1948, contre le Portugal (2-0).
Il participa à la Coupe du monde de football de 1950, au Brésil. Il fut titulaire contre les États-Unis, contre le Chili, contre l’Angleterre, contre l’Uruguay, contre le Brésil (il inscrit un but à la 71e minute) mais il ne joue pas contre la Suède. L’Espagne termine quatrième du tournoi.
Le match contre le Brésil constitue sa dernière sélection avec l’Espagne.
Il joua dans trois clubs : le Valence CF, le Real Sociedad et le Grenade CF ou il marqua 141 buts en 284 matchs de Liga, qui fait de lui le 18e meilleur buteur de l'Histoire du championnat d'Espagne. Il remporta trois championnats d’Espagne et une coupe d’Espagne avec le premier club.

## Clubs
- 1941-1950 :  Valence CF
- 1950-1954 :  Real Sociedad
- 1954-1955 :  Grenade CF
- 1955-1956 :  Real Sociedad

## Palmarès
- Championnat d'Espagne de football
  - Champion en 1942, en 1944 et en 1947
  - Vice-champion en 1948 et en 1949

- Coupe d'Espagne de football
  - Vainqueur en 1949
  - Finaliste en 1944, en 1945 et en 1946